# Orimarga pruinosa
Orimarga pruinosa är en tvåvingeart som beskrevs av Alexander 1928. Orimarga pruinosa ingår i släktet Orimarga och familjen småharkrankar. Inga underarter finns listade i Catalogue of Life.